# Созвездие (космическая программа)
«Созвездие» (англ. Constellation) — космическая программа развития пилотируемой космонавтики в США, которая разрабатывалась и осуществлялась НАСА с 2004 по 2010 годы. В мае 2011 года НАСА объявило о продолжении работ по изменённому пилотируемому кораблю «Орион» из программы для пилотируемых полётов на околоземную орбиту, астероиды и Марс, а в сентябре 2011 года представило проект новой сверхтяжелой ракеты-носителя SLS вместо аналогичного большего носителя из программы (меньший носитель из программы развитие не получил).

Логотип программы

«Созвездие» — комплексный проект, в рамках которого разрабатывалась новая космическая техника и планировалось создание необходимой инфраструктуры для обеспечения полётов нового космического корабля к МКС, а также полётов на Луну, создания постоянной базы на Луне и в перспективе полётов на Марс.
В рамках программы «Созвездие» разрабатывались:
- новый пилотируемый исследовательский корабль «Орион» (англ. Crew Exploration Vehicle — CEV);
- тяжёлая ракета-носитель «Арес-1» (Crew Launch Vehicle — CLV) для вывода на орбиту вокруг Земли пилотируемого исследовательского корабля;
- сверхтяжёлая ракета-носитель «Арес-5» (Cargo Launch Vehicle — CaLV) для вывода корабля за пределы околоземной орбиты и прочих полезных грузов;
- лунный модуль «Альтаир» (Lunar Surface Access Module — LSAM), предназначенный для посадки на Луну и взлёта с её поверхности.

Многие новые космические системы разрабатывались на основе уже использованных в системе «Спейс шаттл» компонентов. Для постройки нового пилотируемого корабля планировалось использовать успешный опыт программы «Аполлон».
Разрабатывалась новая техника полёта на Луну. В программе «Аполлон» командный модуль космического корабля вместе с лунным модулем запускался одной ракетой-носителем «Сатурн-5». Разделение командного модуля с лунным модулем происходило на окололунной орбите. В программе «Созвездие» предполагался раздельный старт пилотируемого корабля и лунного модуля, стыковка их на околоземной орбите, перелёт на окололунную орбиту, расстыковка и высадка экипажа на Луну в лунном модуле. Примечательным является тот факт, что в отличие от «Аполлона», экипаж которого состоял из трёх астронавтов, из которых только двое совершали посадку на Луну, экипаж «лунного» «Ориона», составляющий четыре человека, должен был садиться на Луну в полном составе. Орбитальный корабль в это время оставался бы на орбите Луны в автоматическом режиме.
«Созвездие» — это комбинации больших и малых систем, которые должны были обеспечить людям необходимые возможности для исследования солнечной системы. Программа «Созвездие» заявляла намерение снизить риск и стоимость полётов на Луну и обеспечить основу для будущих пилотируемых полётов на Марс.
«Созвездие» — это проект, в котором участвовали различные исследовательские центры как внутри НАСА, так и других фирм, предприятий и университетов.
В начале февраля 2010 программа была официально свёрнута решением 44-го президента США Барака Обамы в связи с пересмотром подхода к реализации космических миссий и недостатком финансирования, вызванным мировым финансовым кризисом и рекордным дефицитом бюджета США.